# Borrel

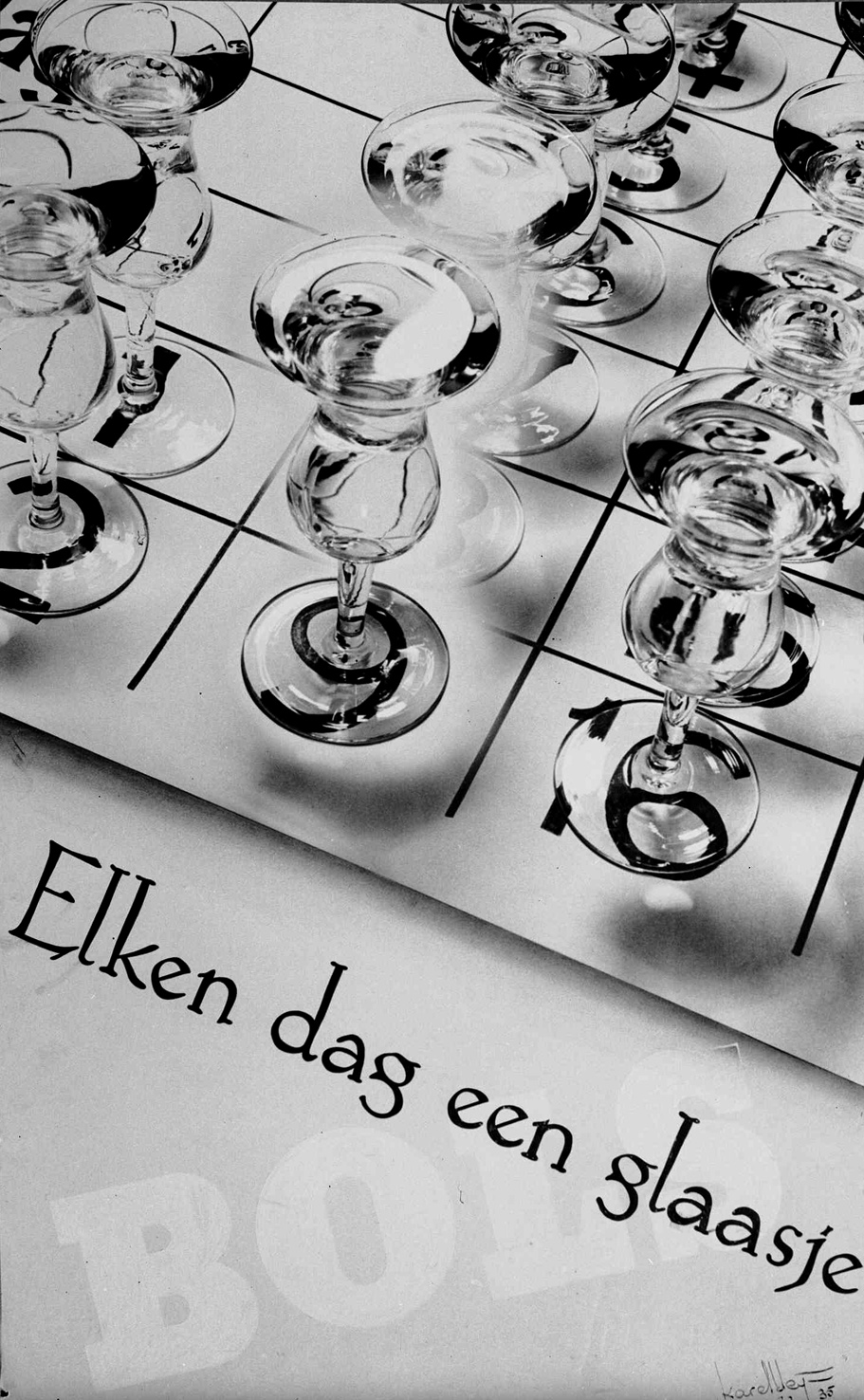
Reclame van een jenevermerk met gevulde borrelglazen

Een borrel in Nederland (ook wel aperitief of drink in België) is een informele aanduiding voor een standaardglas met sterkedrank, meestal jonge jenever. Een groot glas met sterkedrank kan daarom worden uitgedrukt als meerdere borrels.

## Informele bijeenkomst

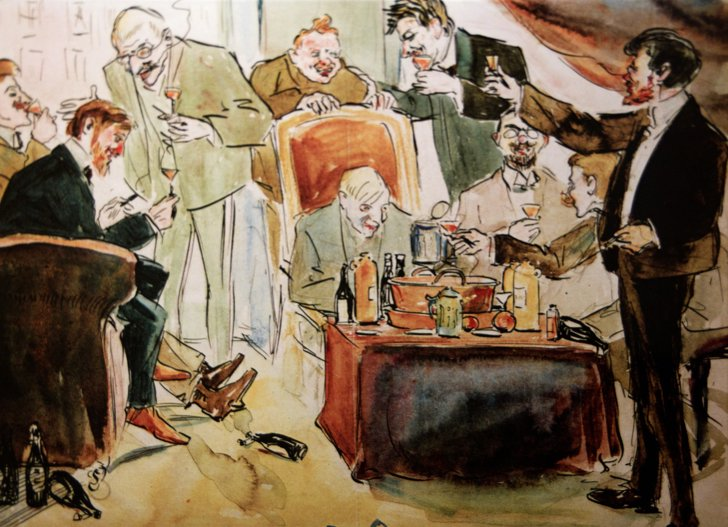
De "Oerbitterfuif", tekening door Leo Gestel

Een borrel is ook een aanduiding voor een informele, sociale bijeenkomst van een select gezelschap met drankjes en vaak hapjes. Een borrel hoeft in tegenstelling tot een receptie niet ter gelegenheid van een feestelijkheid te zijn en heeft een vrije in- en uitloop. Het onderscheidend vermogen van een borrel ten opzichte van een “feestje” is dan ook dat er geen muziek gespeeld hoeft te worden. Vaak dient een borrel als afsluiting van een eerdere bijeenkomst, zoals een vergadering, een toespraak of een symposium. Wanneer een borrel voor de maaltijd plaatsvindt, wordt dit ook wel een aperitief genoemd.
Borrels kunnen een thema meekrijgen, wat tot uitdrukking kan komen in het aanbod van hapjes, drankjes en aankleding. Bekende voorbeelden van themaborrels zijn de kerstborrel (met eventuele kerstpakketten), de nieuwjaarsborrel (met oliebollen), de afstudeerborrel (ter ere van een behaald diploma) en de constitutieborrel (ter ere van een nieuwgevormd bestuur). Ook kunnen er tijdens een borrel korte speeches worden gegeven.
In veel Nederlandse bedrijven wordt om de week af te sluiten op vrijdagmiddag een borrel gehouden; de zogenaamde vrijmibo of vrimibo. Ook bij veel studie- en studentenverenigingen worden de activiteiten afgesloten met een borrel.